# Minghian Semionov
Minghian Semionov (n. 11 iunie 1990, Komsomolski⁠(d), RSFS Rusă, URSS) este un luptător ce a reprezentat Rusia, medaliat olimpic. A participat la o ediție a Jocurilor Olimpice (2012) în care a câștigat o medalie de bronz.

## Participări
Lista de mai jos prezintă principalele competiții la care a participat Minghian Semionov de-a lungul carierei.
- wrestling at the 2012 Summer Olympics – men's Greco-Roman 55 kg[*]